# Live (Iron Butterfly)
Live è il primo album dal vivo degli Iron Butterfly, pubblicato nel 1970.

## Tracce
Lato A
1. In the Time of Our Lives – 4:23 –  (Ron Bushy, Doug Ingle)
2. Filled with Fear – 3:27 –  (Doug Ingle)
3. Soul Experience – 3:55 –  (Erik Brann, Ron Bushy, Lee Dorman, Doug Ingle)
4. You Can't Win – 2:48 –  (Darryl DeLoach, Danny Weis)
5. Are You Happy – 3:20 –  (Doug Ingle)

Lato B
1. In-A-Gadda-Da-Vida – 19:00 –  (Doug Ingle)

## Formazione
- Doug Ingle - organo, voce
- Erik Brann - chitarra
- Lee Dorman - basso
- Ron Bushy - batteria